# Euclasea novaeteutoniae
Euclasea novaeteutoniae är en skalbaggsart som först beskrevs av August Reichensperger 1939.  Euclasea novaeteutoniae ingår i släktet Euclasea och familjen stumpbaggar. Inga underarter finns listade i Catalogue of Life.